# Persone di nome Mauro/Calciatori
| Questa pagina contiene informazioni ricavate automaticamente dalle voci biografiche con l'ausilio del template Bio e di un bot. L'aggiornamento è periodico e automatico e ricostruisce completamente la pagina. Se manca una persona in questa lista, sei pregato di non aggiungerla, ma accertati piuttosto che la sua voce biografica contenga il template Bio e che i dati anagrafici siano correttamente compilati. Se il template Bio manca, inseriscilo tu stesso o, in alternativa, metti l'avviso {{tmp\|Bio}} che ne segnala la mancanza. Se i dati riportati sono sbagliati, correggi direttamente la voce biografica; le modifiche saranno visibili in questa lista entro pochi giorni. Per chiarimenti vedi il progetto antroponimi. La lista contiene solo le 94 persone che sono citate nell'enciclopedia e per le quali è stato implementato correttamente il template Bio. Pagina aggiornata al 22 lug 2025. |

Questa è una lista di persone presenti nell'enciclopedia che hanno il nome Mauro e sono calciatori.

## A(4)
- Mauro Agretti, calciatore italiano (Livorno, n. 1949 - Livorno, † 2017)
- Mauro Airez, ex calciatore argentino (n. 1968)
- Mauro Albertengo, calciatore argentino (Egusquiza, n. 1990)
- Mauro Arambarri, calciatore uruguaiano (Salto, n. 1995)

## B(13)
- Mauro Bellone, calciatore argentino (San Cristóbal, n. 1990)
- Mauro Bellugi, calciatore italiano (Buonconvento, n. 1950 - Milano, † 2021)
- Mauro Benvenuti, calciatore italiano (Firenze, n. 1934 - † 2021)
- Mauro Bicicli, calciatore e allenatore di calcio italiano (Crema, n. 1935 - Crema, † 2001)
- Mauro Blanco, ex calciatore boliviano (San José de Pocitos, n. 1967)
- Mauro Boccafresca, ex calciatore italiano (Spoleto, n. 1962)
- Mauro Boerchio, ex calciatore italiano (Broni, n. 1989)
- Mauro Bogado, ex calciatore argentino (Parque San Martín, n. 1985)
- Mauro Bonomi, ex calciatore italiano (Cremona, n. 1972)
- Marco Borgnino, calciatore argentino (Rafaela, n. 1997)
- Mauro Boselli, ex calciatore argentino (Buenos Aires, n. 1985)
- Mauro Brasil, calciatore uruguaiano (Montevideo, n. 1999)
- Mauro Bressan, ex calciatore italiano (Valdobbiadene, n. 1971)

## C(7)
- Mauro Andrés Caballero, calciatore paraguaiano (Asunción, n. 1994)
- Mauro Cachi, calciatore argentino (General Güemes, n. 1998)
- Mauro Cejas, ex calciatore argentino (Adrogué, n. 1985)
- Mauro Cerutti, calciatore argentino (Mendoza, n. 1994)
- Mauro Colla, ex calciatore italiano (Oggebbio, n. 1947)
- Mauro Colombini, ex calciatore italiano (Lucca, n. 1948)
- Mauro Coppolaro, calciatore italiano (Benevento, n. 1997)

## D(7)
- Mauro Da Luz, calciatore uruguaiano (Montevideo, n. 1994)
- Mauro Dalla Costa, calciatore argentino (Santa Fe, n. 1993)
- Mauro De Grassi, ex calciatore italiano (Grado, n. 1937)
- Mauro Della Martira, ex calciatore italiano (Roma, n. 1951)
- Mauro Díaz, calciatore argentino (Concepción del Uruguay, n. 1991)
- Mauro dos Santos, calciatore argentino (Santo Tomé, n. 1989)
- Mauro Vilhete, calciatore portoghese (Sintra, n. 1993)

## E(1)
- Mauro Estol, calciatore uruguaiano (Montevideo, n. 1995)

## F(6)
- Mauro Fenoglio, calciatore italiano (Torino, n. 1904 - Torino, † 1980)
- Mauro Fernández, calciatore uruguaiano (Nueva Palmira, n. 1997)
- Mauro Fernández, calciatore argentino (Puerto Madryn, n. 1989)
- Mauro Júnior, calciatore brasiliano (Palmital, n. 1999)
- Mauro Ferroni, ex calciatore italiano (Roma, n. 1955)
- Mauro Formica, ex calciatore argentino (Rosario, n. 1988)

## G(8)
- Mauro Cerqueira, calciatore portoghese (Loures, n. 1992)
- Mauro Galvão, ex calciatore e allenatore di calcio brasiliano (Porto Alegre, n. 1961)
- Mauro García Juncal, ex calciatore spagnolo (Moaña, n. 1971)
- Mauro García, calciatore uruguaiano (Montevideo, n. 2000)
- Mauro Gibellini, ex calciatore e dirigente sportivo italiano (Fossalta di Portogruaro, n. 1953)
- Mauro Goicoechea, calciatore uruguaiano (Montevideo, n. 1988)
- Mauro González, calciatore argentino (Lanús, n. 1996)
- Mauro Guevgeozián, calciatore uruguaiano (Montevideo, n. 1986)

## I(2)
- Mauro Icardi, calciatore argentino (Rosario, n. 1993)
- Mauro Joriatti, ex calciatore italiano (Aldeno, n. 1959)

## L(3)
- Mauro Lainez, calciatore messicano (Villahermosa, n. 1996)
- Mauro Listanti, ex calciatore italiano (Terni, n. 1946)
- Mauro Luna Diale, calciatore argentino (Buenos Aires, n. 1999)

## M(12)
- Mauro Maidana, calciatore argentino (Esperanza, n. 1990)
- Mauro Maltinti, calciatore italiano (San Miniato, n. 1935 - Ponte a Elsa, † 2015)
- Mauro Manotas, calciatore colombiano (Sabanalarga, n. 1995)
- Mauro Marani, ex calciatore sammarinese (Rimini, n. 1975)
- Mauro Marmaglio, ex calciatore italiano (Brescia, n. 1962)
- Mauro Matos, ex calciatore argentino (Castelli, n. 1982)
- Mauro Silva, ex calciatore brasiliano (São Bernardo do Campo, n. 1968)
- Mauro Couto, calciatore portoghese (Paredes, n. 2004)
- Mauro Minelli, ex calciatore italiano (San Giovanni Bianco, n. 1981)
- Mauro Molina, calciatore argentino (Florencio Varela, n. 1999)
- Mauro Morello, ex calciatore italiano (Padova, n. 1977)
- Mauro Méndez, calciatore uruguaiano (Salto, n. 1999)

## N(1)
- Mauro Nardoni, calciatore italiano (Roma, n. 1945 - Roma, † 1993)

## O(3)
- Mauro Olivi, ex calciatore argentino (Jacinto Aráuz, n. 1983)
- Mauro Ortiz, calciatore argentino (La Plata, n. 1994)
- Mauro Osores, calciatore argentino (n. 1997)

## P(5)
- Mauro Job Pontes Júnior, calciatore brasiliano (Canoas, n. 1989)
- Mauro Pasqualini, calciatore italiano (Crevalcore, n. 1947 - Siena, † 2024)
- Mauro Perković, calciatore croato (Pola, n. 2003)
- Mauro Picasso, ex calciatore italiano (Genova, n. 1965)
- Mauro Pittón, calciatore argentino (Santa Fe, n. 1994)

## Q(1)
- Mauro Quiroga, calciatore argentino (Concepción del Uruguay, n. 1989)

## R(5)
- Mauro Ramos, calciatore brasiliano (Poços de Caldas, n. 1930 - Poços de Caldas, † 2002)
- Mauro Raphael, calciatore brasiliano (Araraquara, n. 1933 - San Paolo, † 1995)
- Mauro Rodrigues, calciatore portoghese (Coimbra, n. 2001)
- Mauro Rosales, ex calciatore argentino (Villa María, n. 1981)
- Mauro Rufo, ex calciatore italiano (San Donato Val di Comino, n. 1953)

## S(3)
- Mauro Silva Sousa, ex calciatore brasiliano (Livramento, n. 1990)
- Mauro Silveira, calciatore uruguaiano (Colonia del Sacramento, n. 2000)
- Mauro Simeoli, calciatore italiano (Casoria, n. 1929 - Casavatore, † 2019)

## T(3)
- Mauro Taccola, calciatore italiano (Uliveto Terme, n. 1924 - Modena, † 1950)
- Mauro Torres Homem Rodrigues, ex calciatore brasiliano (Rio de Janeiro, n. 1932)
- Mauro Tuccini, calciatore italiano (Livorno, n. 1928 - Roma, † 2019)

## V(7)
- Mauro Vajani, calciatore italiano (Livorno, n. 1940 - Lucca, † 2022)
- Mauro Valentini, ex calciatore italiano (Viterbo, n. 1973)
- Mauro Valiente, calciatore argentino (Luque, n. 2001)
- Mauro Vigorito, calciatore italiano (Bosa, n. 1990)
- Mauro Villar, calciatore argentino (Lomas de Zamora, n. 2001)
- Mauro Sérgio Viriato Mendes, ex calciatore brasiliano (Fernandópolis, n. 1978)
- Mauro Vittiglio, ex calciatore italiano (Roma, n. 1961)

## Z(2)
- Mauro Zanotti, ex calciatore argentino (Córdoba, n. 1985)
- Mauro Zárate, ex calciatore argentino (Buenos Aires, n. 1987)

## Ó(1)
- Mauro Óbolo, ex calciatore argentino (Arroyito, n. 1981)